# Ekillaåsens naturreservat
Ekillaåsens naturreservat är ett naturreservat i Håbo kommun i Uppsala län.
Området är naturskyddat sedan 1970 och är 28 hektar stort. Reservatet omfattar ett näs mellan Lilla Ullfjärden och Stora Ullfjärden skapat av en rullstensås. Det består av sandstränder, lövträd närmast vattnet, tallar på sluttningarna och en blandskog uppe på krönet.